# 藤田大和
藤田 大和（ふじた やまと、1992年8月13日 - ）は、日本の男性総合格闘家、元アマチュアボクサー。岡山県倉敷市出身。拓殖大学卒業。リバーサルジム新宿Me,We所属。元DEEPフライ級暫定王者。
ボクシングでは全日本選手権、国体（2度）、インターハイ、全国選抜で優勝を果たし、アマチュアボクシング5冠を成し遂げている。

## 経歴
空手一家の次男に生まれ、父の空手道場で物心がつく前から空手をやっていた。
兄の影響でボクシングをはじめ、中学時代までは空手やキックボクシングの試合にも出場していた。
倉敷高等学校に進学、ボクシングで高校3冠を制す。拓殖大学では、2011年の全日本選手権で翌年にロンドン五輪で銅メダルを獲得する清水聡に勝利して優勝を果たしアマチュアボクシング5冠を達成。2015年4月に自衛隊に入隊し、自衛官アスリートを養成する機関である自衛隊体育学校に所属。
2017年3月に自衛隊を退官。ボクシングで悩んでいた時期に、昔からの知人だった格闘家の才賀紀左衛門に相談したことがきっかけで総合格闘技をはじめ、5月にアマチュア総合格闘技デビュー戦を行い、腕ひしぎ十字固めで一本勝ち。6月に2戦目を判定で勝利した。

### RIZIN
アマチュアでさらに経験を積んでからプロへ転向する計画であったが、RIZINに出場経験のあった才賀紀左衛門からの推薦もあり、RIZINから試合出場のオファーを受ける。
2017年10月15日、RIZIN FIGHTING WORLD GRAND-PRIX 2017 1st ROUND -秋の陣-にて那須川天心とプロデビュー戦で対戦。圧倒的不利の下馬評の中、寝技では有利な場面を作る接戦に持ち込んで熱戦を繰り広げるも、判定負けを喫した。
2017年12月31日、RIZIN FIGHTING WORLD GRAND-PRIX 2017 Final ROUNDにおけるキックボクシングルールのRIZIN KICKワンナイトトーナメントに出場。準決勝でパンクラス王者・砂辺光久と対戦し3RKO勝利。決勝で那須川天心とのリベンジマッチに挑むも1RKO負けを喫した。
2018年6月17日、RISE 125のRoad to RIZIN KICK Tournament 一回戦でRISEフェザー級4位の宮崎就斗と対戦し、奥足へのローキックを効かされ、2Rと3Rにローキックでダウンを奪われて判定負けを喫した。

### DEEP
2021年2月21日、 DEEP 100 IMPACTのフライ級暫定王者決定戦でビョン・ジェウンと対戦予定だったが、新型コロナウイルスによる緊急事態宣言延長によりビョンが韓国から入国出来ず、渋谷カズキとの対戦に変更。右カーフキックの連打で立ち上がれない渋谷にサッカーボールキックでTKO勝ちを収め、暫定王座獲得に成功した。
2021年9月23日、 DEEP 103 IMPACTのフライ級暫定タイトルマッチで伊藤裕樹と約2年ぶりに再戦し、3－2の判定勝ちを収め、暫定王座の初防衛に成功すると共に、リベンジを果たした。
2022年5月9日、DEEP 107 IMPACTのDEEPフライ級王座統一戦で正規王者の神龍誠と対戦し、3Rにニンジャチョークによる一本負けを喫し、暫定王座から陥落した。

## 人物
- 逝去した父の藤田和彦は武道家で極真空手道場や多種目格闘技ジム「ドリーマージム」を主宰していた。
- 兄の藤田和典は元OPBF東洋太平洋スーパーフェザー級暫定王者で現在はボクシング審判員。
- 姉の藤田典子は極真空手世界3位で全日本王者。
- 姉の藤田翔子は極真会館（松井館長）全日本女子ウェイト制軽量級準優勝で現在は総合格闘家。
- 弟の藤田健児はアマチュア時代に全日本選手権を3度制したプロボクサー。
- 入場曲に使用している「トレーニングモンタージュ」は兄・和典がボクシング現役時代に使用していたもの。

## 戦績

### プロ総合格闘技
| 総合格闘技 戦績 | 総合格闘技 戦績 | 総合格闘技 戦績 | 総合格闘技 戦績 | 総合格闘技 戦績 | 総合格闘技 戦績 | 総合格闘技 戦績 |
| --------------- | --------------- | --------------- | --------------- | --------------- | --------------- | --------------- |
| 19 試合         | (T)KO           | 一本            | 判定            | その他          | 引き分け        | 無効試合        |
| 14 勝           | 4               | 5               | 5               | 0               | 0               | 0               |
| 5 敗            | 1               | 2               | 2               | 0               | 0               | 0               |

| 勝敗 | 対戦相手                 | 試合結果                             | 大会名                                                             | 開催年月日     |
| ○    | メイサラ・モハメド       | 2R 4:18 リアネイキッドチョーク       | UAE Warriors 62                                                    | 2025年7月24日  |
| ○    | フアン・プエルタ         | 1R 1:54 ギロチンチョーク             | UAE Warriors 57                                                    | 2025年1月17日  |
| ○    | バトゥカン・バイスエフ   | 5分3R終了 判定2-1                    | UAE Warriors 54                                                    | 2024年9月28日  |
| ×    | イアゴ・リベイゴ         | 3R 2:22 TKO（グラウンドパンチ）      | UAE Warriors 50                                                    | 2024年5月18日  |
| ○    | サンスハル・アディロフ   | 1R 4:43 ギロチンチョーク             | UAE Warriors 45                                                    | 2023年10月17日 |
| ○    | フィルカドベク・ヤクボフ | 2R 3:38 ギロチンチョーク             | UAE Warriors 44                                                    | 2023年8月26日  |
| ○    | 曹竜也                   | 5分3R終了 判定3-0                    | RIZIN.36                                                           | 2022年7月2日   |
| ×    | 神龍誠                   | 3R 0:53 ニンジャチョーク             | DEEP 107 IMPACT 【DEEPフライ級王座統一戦】                         | 2022年5月8日   |
| ○    | 伊藤裕樹                 | 5分3R終了 判定3-2                    | DEEP 103 IMPACT 【DEEPフライ級暫定タイトルマッチ】                 | 2021年9月23日  |
| ○    | 山本聖悟                 | 3R 2:43 TKO（右ハイキック→パウンド） | DEEP 102 IMPACT                                                    | 2021年7月4日   |
| ○    | 渋谷カズキ               | 3R 1:38 TKO（サッカーボールキック）  | DEEP 100 IMPACT～20th Anniversary～ 【DEEPフライ級暫定王者決定戦】 | 2021年2月21日  |
| ○    | ランボー宏輔             | 2R 0:36 KO（左フック）               | DEEP 97 IMPACT                                                     | 2020年9月20日  |
| ○    | 島袋チカラ               | 5分2R終了 判定3-0                    | DEEP 94 IMPACT                                                     | 2020年3月1日   |
| ○    | 松丸息吹                 | 5分2R終了 判定3-0                    | DEEP 93 IMPACT                                                     | 2019年12月15日 |
| ×    | 伊藤裕樹                 | 1R 4:24 リアネイキドチョーク         | DEEP 91 IMPACT                                                     | 2019年9月8日   |
| ○    | 森脇公三                 | 2R 0:09 TKO（右フック）              | DEEP 89 IMPACT                                                     | 2019年5月12日  |
| ×    | 鮎田直人                 | 5分2R終了 判定0-3                    | DEEP 88 IMPACT                                                     | 2019年3月9日   |
| ○    | 曽我英将                 | 1R 1:52 リアネイキドチョーク         | DEEP 87 IMPACT                                                     | 2018年12月22日 |
| ×    | 那須川天心               | 5分3R終了 判定0-3                    | RIZIN FIGHTING WORLD GRAND-PRIX 2017 1st ROUND -秋の陣-            | 2017年10月15日 |

### アマチュア総合格闘技
- 2戦2勝0敗

### プロキックボクシング
| キックボクシング 戦績 | キックボクシング 戦績 | キックボクシング 戦績 | キックボクシング 戦績 | キックボクシング 戦績 | キックボクシング 戦績 | キックボクシング 戦績 |
| --------------------- | --------------------- | --------------------- | --------------------- | --------------------- | --------------------- | --------------------- |
| 4 試合                | (T)KO                 | 判定                  | その他                | 引き分け              | 無効試合              |                       |
| 2 勝                  | 2                     | 0                     | 0                     | 0                     | 0                     |                       |
| 2 敗                  | 1                     | 1                     | 0                     | 0                     | 0                     |                       |

| 勝敗 | 対戦相手   | 試合結果                                          | 大会名                                                                                       | 開催年月日     |
| ×    | 宮崎就斗   | 3分3R終了 判定0-3                                 | RISE 125 【Road to RIZIN KICK Tournament 一回戦】                                            | 2018年6月17日  |
| ○    | 泰良拓也   | 1R 2分18秒 KO（右ストレート）                     | RISE 123                                                                                     | 2018年3月24日  |
| ×    | 那須川天心 | 1R 1分27秒 KO（3ダウン：左ストレート→左ヒザ蹴り） | RIZIN FIGHTING WORLD GRAND-PRIX 2017 Final ROUND 【RIZIN KICKワンナイトトーナメント 決勝戦】 | 2017年12月31日 |
| ○    | 砂辺光久   | 3R 50秒 KO（ボディ連打→左フック）                 | RIZIN FIGHTING WORLD GRAND-PRIX 2017 Final ROUND 【RIZIN KICKワンナイトトーナメント 準決勝】 | 2017年12月31日 |

## 獲得タイトル
アマチュアボクシング
- 第81回全日本アマチュアボクシング選手権大会バンタム級優勝

総合格闘技
- DEEPフライ級暫定王座（2021年）